# اللجنة الأوروبية للأقاليم
اللجنة الأوروبية للأقاليم هو تجمع الممثلين المحليين والإقليميين في الاتحاد الأوروبي يسمح للسلطات غير الوطنية (المناطق والمحافظات والمقاطعات والدوائر والبلديات والمدن، إلخ) لجعل أصواتهم مسموعة مباشرة ضمن النظام المؤسسي للاتحاد الأوروبي.
أنشئت في عام 1994، تم تعيين اللجنة الأوروبية للأقاليم لمعالجة قضيتين رئيسيتين: أولا بالنظر إلى أن حوالي ثلاثة أرباع تشريعات الاتحاد الأوروبي وتنفيذها على المستوى المحلي أو الإقليمي، يبدو الممثلين الشرعيين للسلطات المحلية والإقليمية قد يكون لها رأي في تطوير التشريعات الأوروبية. ثانيا، تواجه الخوف من أن الفجوة آخذة في الاتساع بين المواطنين وعملية التكامل الأوروبي، وقد أظهرت حقيقة ربط مستوى المنتخبين في الحكومة الأقرب إلى المواطنين باعتبارها واحدة من وسائل لسد هذا العجز.